# Waag (Makkum)
De Waag is een monumentaal gebouw in de Friese plaats Makkum. Het gebouw was bestemd voor het keuren en wegen van vlees en zuivelproducten als boter en kaas.

## Geschiedenis
De waag op de hoek van de Waagsteeg en de Pruikmakershoek werd met bijbehorende waagmeesterswoning in de Waagsteeg in 1698 gebouwd. Twee gevelstenen herinneren aan deze bouw onder het bewind van grietman Aylva en de vijf gecommitteerden voor de bouw. Het vierkante gebouw telt drie bouwlagen met daarboven een tentdak en een toren. De toegangspoorten van het gebouw bevinden zich aan de noord- en aan de westzijde. Ter weerszijden van de beide poorten zijn in het totaal acht ovale vensters in de gevel aangebracht. Op het tentdak bevindt zich een opengewerkte lantaarn met aan elk van de vier zijden een uurwerk. De lantaarn wordt bekroond met een ingesnoerde spits. Dak en spits werden in 18e eeuw vernieuwd. De bijbehorende waagmeesterswoning is aan de binnenzijde geheel betegeld.
Zowel de Waag als de waagmeesterswoning zijn erkend als rijksmonument.
Vanaf 1985 tot 2002 was in het gebouw het Fries Aardewerk Museum 'De Waag' gevestigd. Vanaf 2003 is het pand in gebruik door de Stichting Ald Makkum als historisch documentatiecentrum met tentoonstellingsruimtes over de geschiedenis van Makkum en de voormalige gemeente Wûnseradiel.

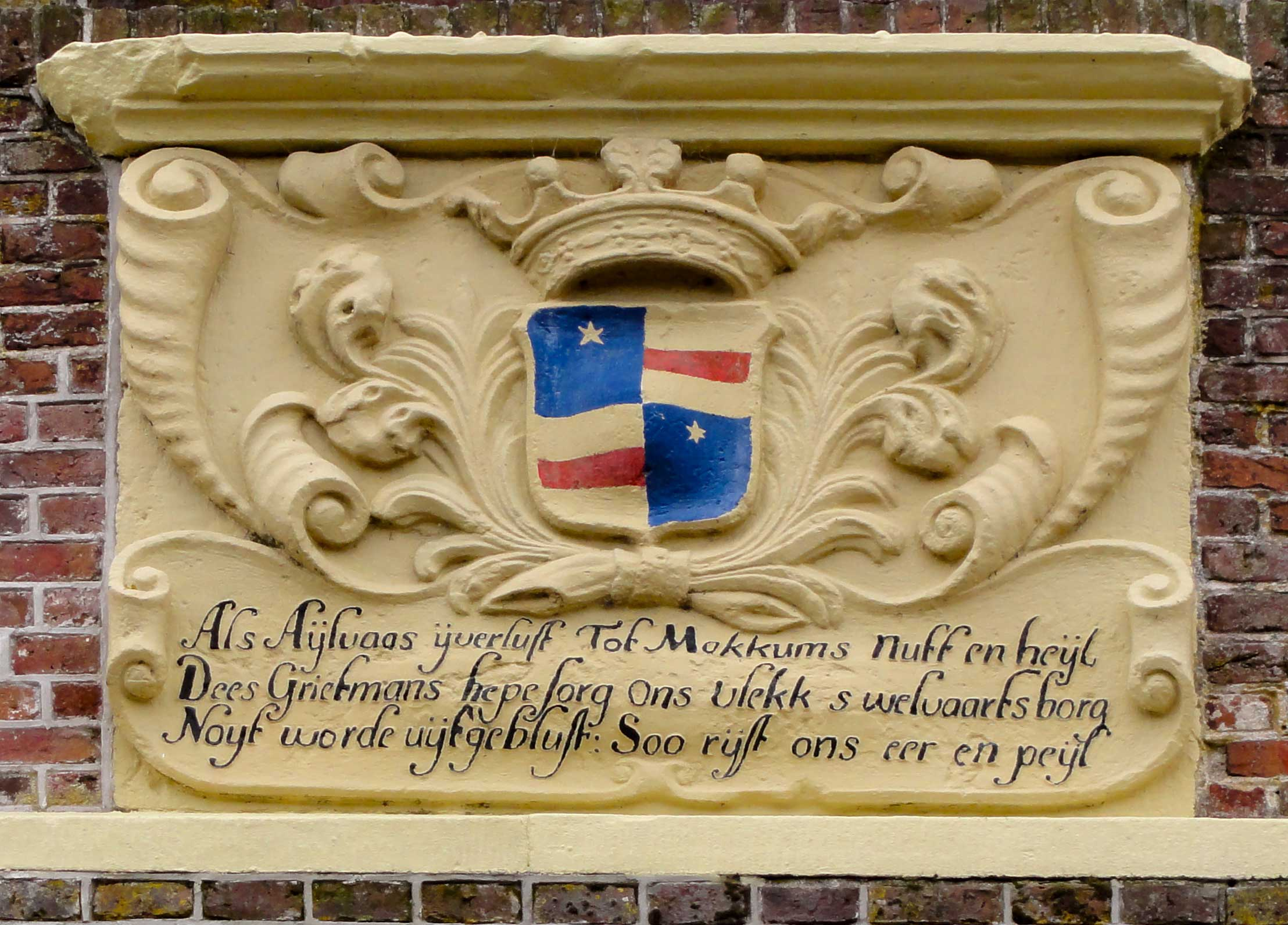
Gevelsteen als herinnering aan de bouw onder grietman Aylva
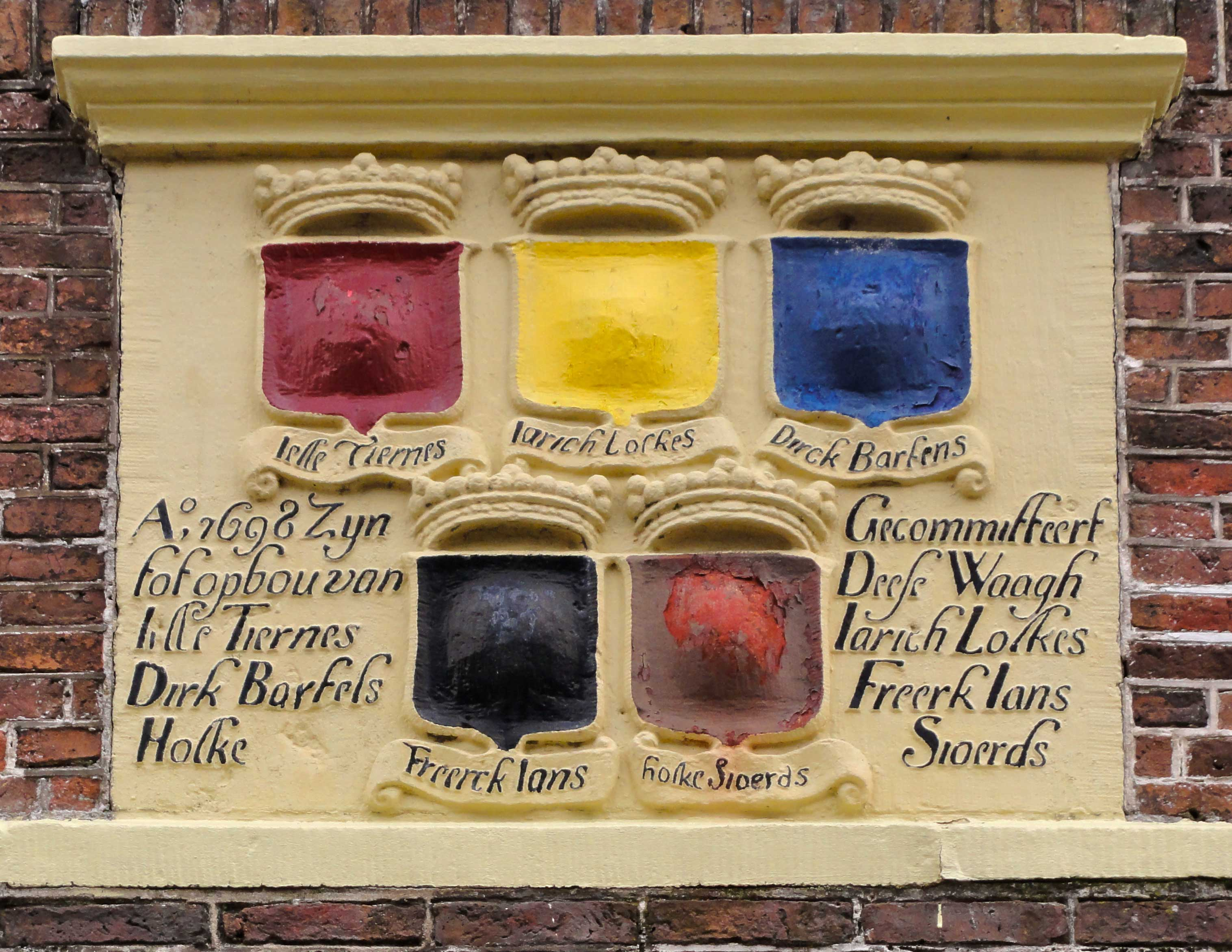
Gevelsteen als herinnering aan de gecommitteerden van de bouw
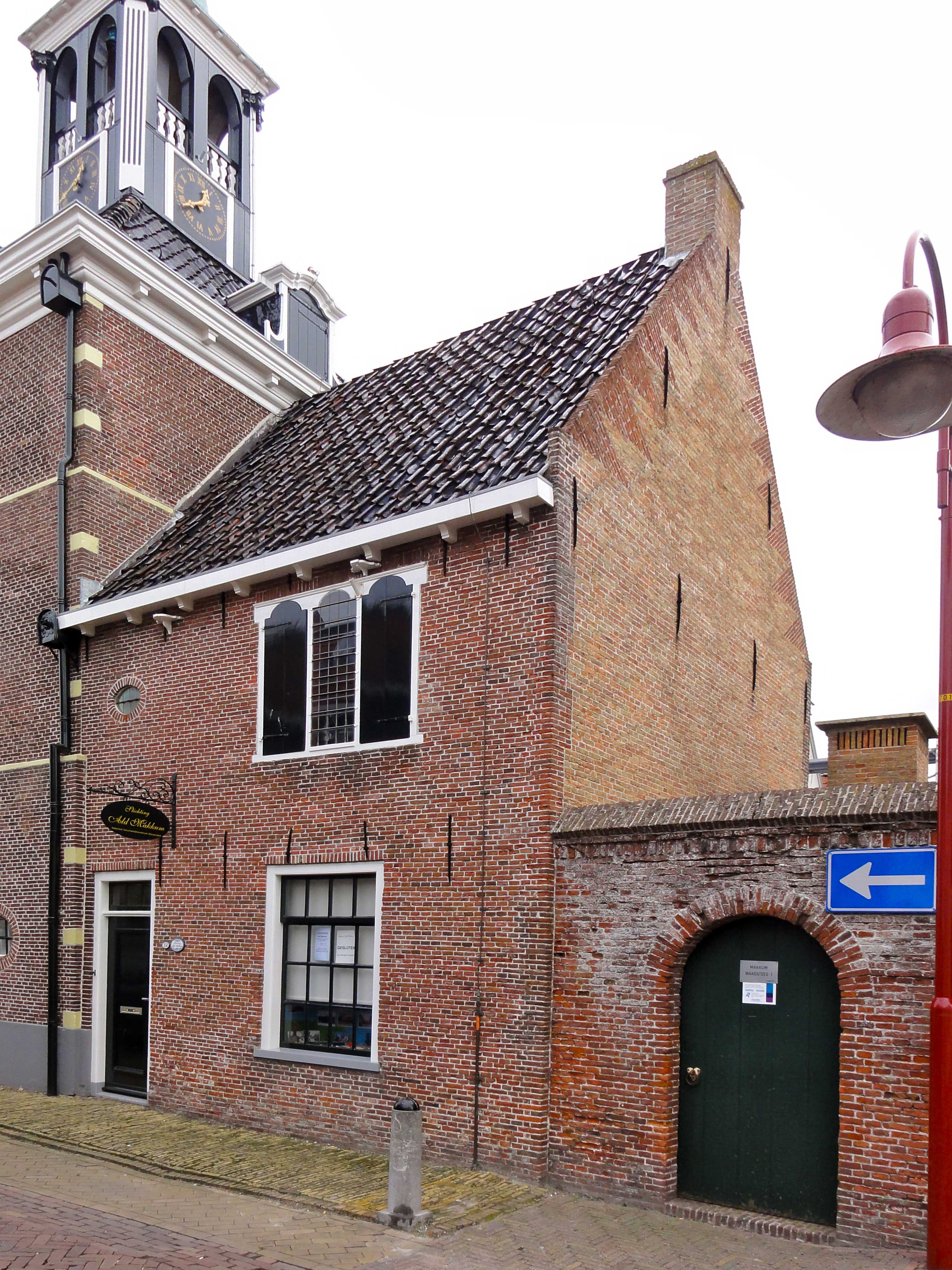
De waagmeesterswoning

Bolsward · 
Dokkum ·
Franeker ·
Gorredijk ·
Harlingen ·
Hindeloopen ·
Kollum ·
Langweer ·
Leeuwarden ·
Leeuwarden (beurs) ·
Lemmer ·
Makkum ·
Oldeboorn ·
Sloten ·
Workum